# Медведев, Ефрем Игнатьевич
Ефре́м Игна́тьевич Медве́дев (1903—1982) — советский историк, доктор исторических наук (1960), профессор (1962), заслуженный деятель науки РСФСР (1973). Специалист по истории аграрного движения, Октябрьской революции и Гражданской войны в Среднем Поволжье.

## Биография
Родился 28 января 1903 г. в с. Ст. Мертовщина Бугульминского уезда Самарской губернии в крестьянской семье. С 1919 рабочий железной дороги г. Бугульма.
Окончил Восточный педагогический институт (Казань, 1929) и Казанский университет (1931).
В 1929—1935 годах — управляющий Центр. гос. архивом, директор Центрального музея ТАССР.
Арестован органами НКВД СССР 12 февраля 1935 года «за контрреволюционную троцкистскую работу». Освобожден 28 мая 1935 года. Находился под подпиской о невыезде. 15 октября 1935 года Особое совещание при НКВД приговорило «за недонесение о контрреволюционной деятельности других лиц» к лишению права проживания в режимных пунктах сроком на три года. Реабилитирован в 1955 году.
В 1936—1976 годах работал в Куйбышевском педагогическом институте, с 1962 заведующий кафедрой истории СССР. С 1977 года заведовал кафедрой дореволюционной отечественной истории Куйбышевского университета.
Возглавлял Поволжскую секцию Научного совета АН СССР по проблеме «Великая Октябрьская социалистическая революция». Под его руководством издан сб. док-тов «Царская армия в период первой мировой войны и Февральской революции» (1932).
Ученики: Л. В. Храмков, Н. Н. Кабытова, Н. Я. Ратнер, В. Ф. Тулузаков и др.
Скончался 28 июня 1982 г. в г. Куйбышев.

## Основные работы
- Рабочие Казани на подступах к Октябрю // Красная Татария. 1930. 12 марта.
- Царская армия и период мировой войны и Февральской революции (Материалы к изучению истории империалистической и гражданской войны) / Вступ. статья М. Вольфович; Сост. А. Максимова, Е. Медведов и Ш. Юсупов. Под ред. А. Максимова. Казань: Татиздат, 1932. 289 с.
- К истории «картофельных бунтов» в Казанской губернии // Центральный архив Татарстана. 1933. № 1. С.43-47.
- Казанская большевистская организация в 1917 г. / Е. Медведев, Ф. Демашев, А. Тарасов, В. Кудрявцев ; Под ред. т. М. Вольфовича [и др.]. Казань: Татгосиздат. Сектор парт. лит., 1933. 159 с.
- Новые документы об Александре Ильиче Ульянове // Красная Татария. 1934. 14 августа.
- Установление и упрочение Советской власти на Средней Волге // Ученые записки Куйбышевского педагогического института. Т. 1. Вып. 24. Куйбышев, 1958.
- Аграрные преобразования в Самарской деревне в 1917—1918 годах. Куйбышев: Кн. изд-во, 1958. 88 с.
- Из истории революционного движения молодежи и комсомола Самарской губернии. Куйбышев. 1958;
- Гражданская война и военная интервенция на Средней Волге в 1918 году / ред. И. М. Разгон и В. А. Стальный. Куйбышев, 1959;
- Октябрьская революция в Среднем Поволжье. Куйбышев: Кн. изд-во, 1964. 208 с.
- Гражданская война в Среднем Поволжье (1918—1919 гг.) / Куйбышев. гос. ун-т. Саратов : Изд-во Сарат. ун-та, 1974. 352 с.
- Борьба большевиков Поволжья с мелкобуржуазными партиями за крестьянские массы в период выборов в Учредительное собрание // Вопросы отечественной и всеобщей истории. Куйбышев, 1975. С. 79—95.

## Награды
Орден Ленина (1961)